# Xing'an, Hegang
Xing'an är ett stadsdistrikt i Hegang i Heilongjiang-provinsen i nordöstra Kina.